# Graveworm
Graveworm är ett melodiskt black metal/gothic metal band från Italien. Bandet skapades 1992 av medlemmar från Italien och Österrike och är aktivt än idag.

## Medlemmar
Nuvarande medlemmar
- Stefan Unterpertinger – gitarr (1992–2003, 2012– )
- Stefano Fiori – sång (1992– )
- Maschtl Innerbichler – trummor (1995– )
- Eric Righi – gitarr (2001– )
- Florian Reiner – basgitarr (2011– )

Tidigare  medlemmar
- Mortiiz (Moritz Neuner) – trummor
- Dietmar "Didi" Schraffel – basgitarr (1997–2001)
- Harry Klenk – rytmgitarr (1997–2001), basgitarr (2001–2011)
- Sabine Mair – keyboard (1997–2012)
- Eric Treffel – gitarr (2001)
- Lukas Flarer – gitarr (2003–2005)
- Stirz (Orgler Thomas) – gitarr (2005–2012)

Turnerande medlemmar
- Moe Harringer – trummor (2016– )

## Diskografi
Studioalbum
- 1997 – When Daylight's Gone
- 1999 – As the Angels Reach the Beauty
- 2001 – Scourge of Malice
- 2003 – Engraved in Black
- 2005 – (N)Utopia
- 2007 – Collateral Defect
- 2009 – Diabolical Figures
- 2011 – Fragments of Death
- 2015 – Ascending Hate

EP
- 1997 – Promo '97
- 1997 – Eternal Winds
- 1998 – Underneath The Crescent Moon

Samlingsalbum
- 2001 – When Daylight's Gone and Underneath the Crescent Moon
- 2018 – The Nuclear Blast Recordings (3 CD box)